# フリッツ・ツァウン
フリッツ・ツァウン（ドイツ語: Fritz Zaun, 1893年6月19日 - 1966年1月17日）は、ドイツの指揮者。「フリッツ・ザウン」と表記されることもある。

## 経歴
1893年、ケルン生まれ。地元とボンで音楽、演劇、哲学や文学を学んだ後、ケルン歌劇場の合唱指揮者となり、当時そこの音楽監督をしていたオットー・クレンペラーの薫陶を受けた。その後、メンヒェングラートバッハやチューリヒ歌劇場などで指揮をし、1929年から1933年までオイゲン・シェンカーとケルン歌劇場の音楽監督職を分け合った。1939年までケルン歌劇場の音楽監督職に留まった後、ベルリン市立管弦楽団の首席指揮者に転出。
第二次世界大戦後はザグレブ・フィルハーモニー管弦楽団の指揮者となった。1956年からはライン・ドイツ・オペラの初代音楽監督を務めた。
1966年、デュッセルドルフにて死去。

## 脚註
1. ↑  Naxos